# Mando Aéreo de Combate
El Mando Aéreo de Combate, conocido por su acrónimo MACOM, es la unidad de mando del Ejército del Aire y del Espacio de España que se encarga del apoyo y preparación de las unidades aéreas para el combate, así como de constituir el sistema de mando y control de las actividades ofensivas de la Fuerza Aérea. Para tal fin cuenta con posibilidades de despliegue operativo tanto en misiones con otras unidades de las Fuerzas Armadas Españolas como en el ámbito internacional.
Operativa y orgánicamente depende directamente del Jefe del Estado Mayor del Aire y del Espacio (JEMA). Situado en el interior de la Base Aérea de Torrejón, de él depende todas las unidades relacionadas con las capacidades de ataque y defensa del Ejército del Aire y del Espacio.

## Historia
El Mando Aéreo de Combate se creó a partir de su predecesor, el Mando de la Defensa Aérea, el 3 de mayo de 1978, si bien esta anterior unidad ya existía con las mismas funciones en 1956. Sin embargo, hasta llegar al actual MACOM se tuvo que pasar por diferentes procesos.
El 29 de agosto de 1978 se creó el llamado Mando Aéreo de Combate de la Primera Región Aérea, que se encargaba del control y la dirección de las unidades aéreas acantonadas en la, hasta ese momento, Región Aérea Central. Años más tarde, ya en 1991, se produjo una reorganización en la unidad, que pasaría a llamarse Mando Aéreo del Centro y de la Primera Región Aérea, además de la creación del Mando Operativo Aéreo, que sería el encargado de dirigir las operaciones aéreas de guerra desde entonces.
Sin embargo, la creación del Mando Operativo requería de una nueva reestructuración, ya que la responsabilidad de su dirección recaía directamente en el JEMA, de modo que así nació el moderno Mando Aéreo de Combate. Posteriormente, pasados unos años, se dotaría al MACOM de su actual estructura y se le asociaría con el MAGEN y el MACAN para formar así la Fuerza del Ejército del Aire. Para terminar, ya en el año 2006, se le adjuntan todas las unidades aéreas de combate y apoyo de España que, además del propio cuartel general de la unidad, ya sí formarían el actual operativo.

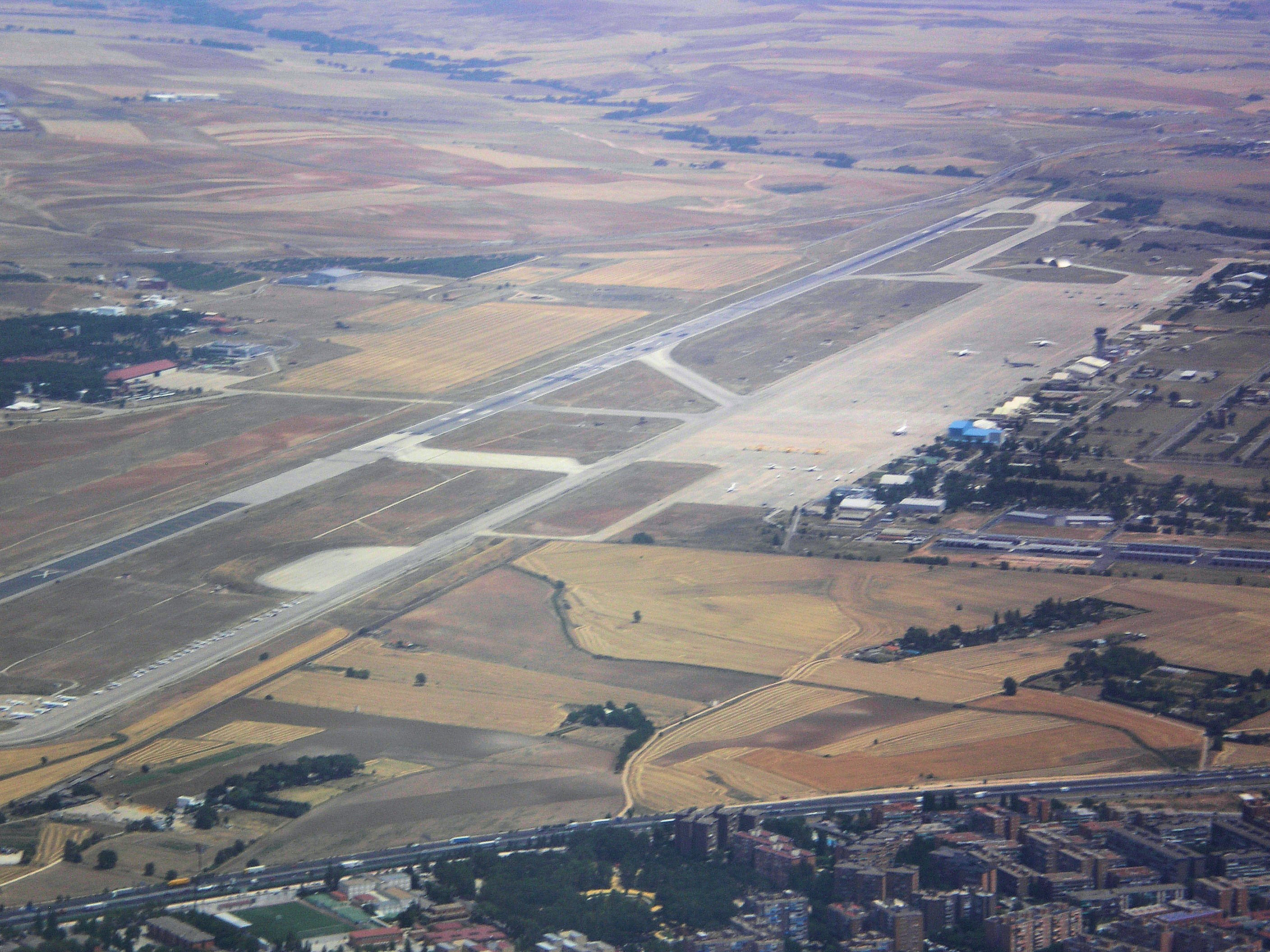
La sede del MACOM se encuentra en la Base Aérea de Torrejón

## Cometidos y misiones
El MACOM prepara y organiza las unidades aéreas para el combate y la defensa de España, siendo de su jurisdicción cualquier acción relacionada con el ataque, la defensa, el apoyo al combate y el mando y control de estos. En tiempos de paz, es el responsable de dirigir y coordinar el desarrollo de las misiones que se le encomiendan al Ejército del Aire y del Espacio, bien sean ejercicios o intervenciones militares reales. Del mismo modo, también se encarga de la instrucción y el adiestramiento de su personal y de la evaluación operativa de sus unidades de combate, de su disponibilidad y del número de efectivos que las han de formar. En tiempos de guerra, también es el encargado de llevar a cabo las operaciones militares aéreas pertinentes, tanto en funciones ofensivas como defensivas.
De la misma manera, también facilita el despliegue de las unidades bajo su jurisdicción, y de proporcionarlas seguridad y protección frente a las amenazas que pueden tener en el desempeño de sus funciones. Además, también se encarga del control y la vigilancia del espacio aéreo español, garantizando en todo momento su seguridad, e interceptando cualquier posible amenaza que ocurra en los cielos del país, llegando si fuera necesario, al ordenamiento del despegue de un interceptor o varios de ellos para enfrentarse a dicha amenaza. Es lo que en términos aéreos se conoce como scramble o despegue de emergencia. Esta misión la realiza también en el ámbito internacional mediante la colaboración con la OTAN y los países que la integran.
Del mismo modo, dirige el uso de los medios de transporte aéreo y apoyo al despliegue con que cuenta el Ejército del Aire y del Espacio, así como de coordinar y evaluar las funciones que realiza el Sistema de Mando y Control Aéreo en su cometido de conducción de las operaciones aéreas.

## Escudo
El escudo del Mando Aéreo de Combate, tal y como se muestra en el encabezado del artículo, consta de tres partes principales. En su parte superior se encuentra la corona real, como representación de la monarquía española. El escudo propiamente dicho se encuentra rodeado por unas hojas de laurel. En su borde se encuentra una banda en la que se aprecia el nombre de la unidad, mientras que en el centro aparecen representados todos los territorios controlados por España, tanto los peninsulares como los insulares, así como las ciudades de Ceuta y Melilla, como símbolo de la unidad nacional.
En el centro de dicho dibujo aparecen dos rayos cruzados que simbolizan la modernidad del Sistema de Defensa a la hora de cumplir sus cometidos, mientras que sobre ellos aparece una mano enfundada en un guantelete empuñando un mangual, que representa la contundencia y el ahínco a la hora de defender los territorios españoles y sus intereses.
Finalmente, en su parte inferior se encuentra una banda con una inscripcón, el lema de la unidad, Adsumus Custodes Pacis, que en latín significa Asumo la Custodia de la Paz, que se remonta hasta el antiguo Mando Aéreo de la Defensa.

## Estructura operativa
A nivel organizativo particular, dentro de la propia unidad, el Mando Aéreo de Combate se divide en:
- Cuartel General.
- Jefatura de Movilidad Aérea.
- Jefatura del Sistema de Vigilancia Aeroespacial (JSVICA).
- Unidades Aéreas dependientes.
- Bases aéreas y acuartelamientos.

Adjunto a esta estructura, existe un Centro de Operaciones Aéreas con capacidad de despliegue.

### Unidades con dependencia orgánica del MACOM
- La Jefatura del Sistema de Vigilancia Aeroespacial (JSVICA) y la Jefatura de Movilidad Aérea (JMOVA).

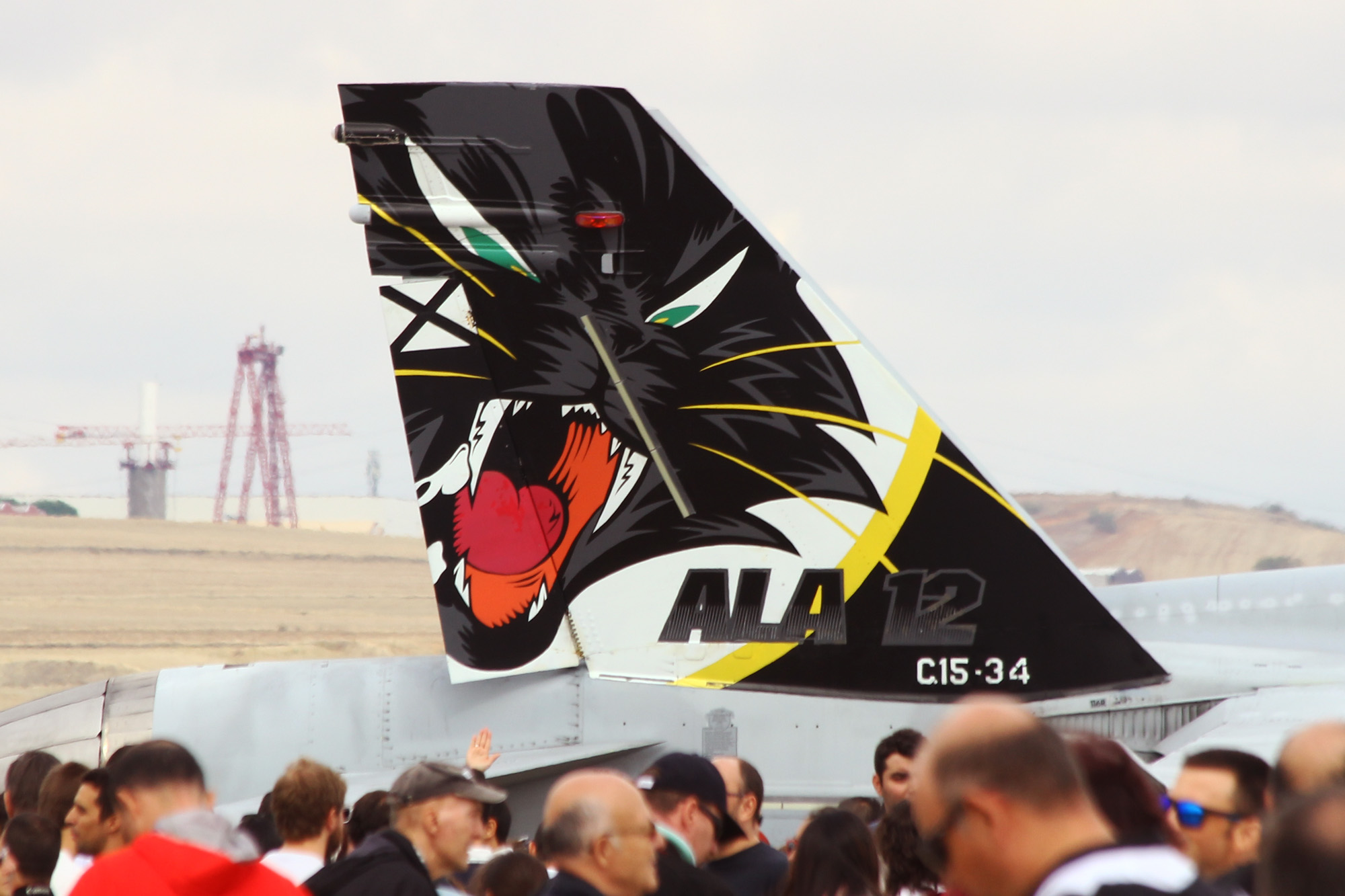
El Ala 12 de caza es una de las unidades de combate dependientes directamente del MACOM

### Unidades con dependencia operativa del MACOM
- El Ala 46.
- El 801 Escuadrón de FF.AA. y el 802 Escuadrón de FF.AA.)
- El Polígono de Tiro de las Bardenas Reales junto con el Destacamento de Ablitas.

### Unidades auxiliares
- El Ala 23.
- El 45 Grupo de Fuerzas Aéreas.
- Los Escuadrones 721 (EMP), 741 (GRUEMA), 744 (GRUEMA) y 793 (AGA).
- El Centro Cartográfico y Fotográfico.